# Gürcüvan
Gürcüvan è un comune dell'Azerbaigian situato nel distretto di Ağsu. Conta una popolazione di 300 abitanti.